# Capawack
Capawack (Capawake), ime koje označava otok Martha's Vineyard i jednu od bandi Wampanoag Indijanaca s tog otoka (Sultzman) pred obalom Massachusettsa, južno od Cape Coda. Možda je najpoznatiji pripadnik ove skupine Wampanoaga, sachem Epenow, kojega je s još četiri njegova suplemenika oteo 1611. godine kapetan engleskog broda, Edward Harlow, koji je doplovio do Cape Coda. Epenow se 1614. vratio svom narodu povjegavši s broda kapetana Nicholas Hobsona.